# Afrykański Narodowy Związek Kenii
Afrykański Narodowy Związek Kenii (KANU, Kenya African National Union) – założona w latach 60. XX wieku partia polityczna w Kenii. Przywódcy: Jomo Kenyatta (1964–1978), Daniel arap Moi (1978–2002) i Uhuru Kenyatta. 
Partia rządziła w Kenii od 1964 do 2002 roku. 
Po wyborach w 2007 partia dysponowała 14 mandatami w parlamencie i wchodziła w skład rządzącej koalicji Partii Jedności Narodowej.